# Julius Stone
Julius Stone AO OBE (* 7. Juli 1907 in Leeds, Großbritannien; † 3. September 1985 in Sydney, Australien) war ein Rechtstheoretiker und Internationalist.

## Leben und Werk
Julius Stone wurde in Leeds, Großbritannien, als Sohn armer jüdischer Flüchtlinge aus Litauen geboren. Mit einem Stipendium studierte er an der Universität Oxford, wo er mehrere Abschlüsse machte. Anschließend erwarb er weitere Abschlüsse an der Universität Leeds und Harvard.
Seine Berufung an die Universität Sydney war heftig umstritten; der Eindruck von Judenfeindlichkeit sollte seine Bindung an die Jurisprudenz lebenslang beeinflussen, wie seine Biographin Leonie Star schreibt.
Er lehrte an der Harvard-Universität und in Leeds wechselte dann nach Neuseeland, wo er am Auckland University College arbeitete. Stone war zwischen 1942 und 1972 ein Challis Professor der Rechtswissenschaft und des internationalen Rechts an der Universität von Sydney, danach Visiting Professor des Rechts an der Universität von New South Wales sowie Distinguished Professor am Hastings College of Law der Universität von Kalifornien. Er ist Autor von 27 Büchern über Rechtswissenschaften, internationales Recht und internationale Friedensordnung und galt international als einer der führenden Rechtstheoretiker. Stone ist zudem Verfasser des Artikels zur Rechtsphilosophie (Philosophy of law) in der Encyclopædia Britannica.
Stone war maßgeblich an der Reform der Rechtsausbildung in Australien beteiligt und hatte dort einen großen Einfluss auf eine Generation von Schülern und Praktikanten. Er hatte auch einen großen Einfluss auf die internationale Staatenwelt, speziell z. B., als er ein „Rotes Telefon“ zwischen den Vereinigten Staaten und der Sowjetunion während des Kalten Krieges forderte. Stone sind zahlreiche Ehrungen zuteilgeworden, darunter lebenslange Professuren am Hastings College of Law in Kalifornien und an der Hebräischen Universität in Jerusalem, die Ernennung zum Officer des Order of the British Empire (1979) und zum Officer des Order of Australia (1981).

## Werke (Auswahl)
- International Guarantees of Minority Rights: Procedure of the Council of the League of Nations in Theory and Practice (1932)
- Regional Guarantees of Minority Rights: A Study of Minorities Procedure in Upper Silesia, 1933
- The Province and function of law, 1946
- Legal controls of international conflict, 1954
- Aggression and world order, 1958
- The Eichmann Trial and the Rule of Law (1961)
- Soviet Jewry (1965)
- Human Law and Human Justice (1965)
- Law and the social sciences in the second half century, 1966
- Toward a Feasible International Criminal Court (1970)
- Israel and Palestine: An Assault on the Law of Nations (1981)
- Visions of World Order: Between State Power and Human Justice (1984)